# Coffee County (Tennessee)
Coffee County ist ein County im Bundesstaat Tennessee der Vereinigten Staaten. Das U.S. Census Bureau hat bei der Volkszählung 2020 eine Einwohnerzahl von 57.889 ermittelt. Der Verwaltungssitz (County Seat) ist Manchester.

## Geographie
Das County liegt etwas südöstlich des geographischen Zentrums von Tennessee, ist im Süden etwa 60 km von Alabama entfernt und  hat eine Fläche von 1125 Quadratkilometern, wovon 15 Quadratkilometer Wasserfläche sind. Es grenzt im Uhrzeigersinn an folgende Countys: Cannon County, Warren County, Grunby County, Franklin County, Moore County, Bedford County und Rutherford County.

### Citys und Towns
- Hillsboro
- Manchester
- Noah
- Tullahoma
- Beechgrove

## Geschichte
Coffee County wurde am 8. Januar 1836 aus Teilen des Bedford County, Franklin County und Warren County gebildet. Benannt wurde es nach John R. Coffee, einem amerikanischen Brigadegeneral im Britisch-Amerikanischen Krieg von 1812, der unter Jackson Teilnehmer an diversen Schlachten wie der Schlacht von Talladega (1813), der Schlacht am Horseshoe Bend und der Schlacht von New Orleans war. Das Coffee County in Alabama wurde ebenfalls nach ihm benannt.

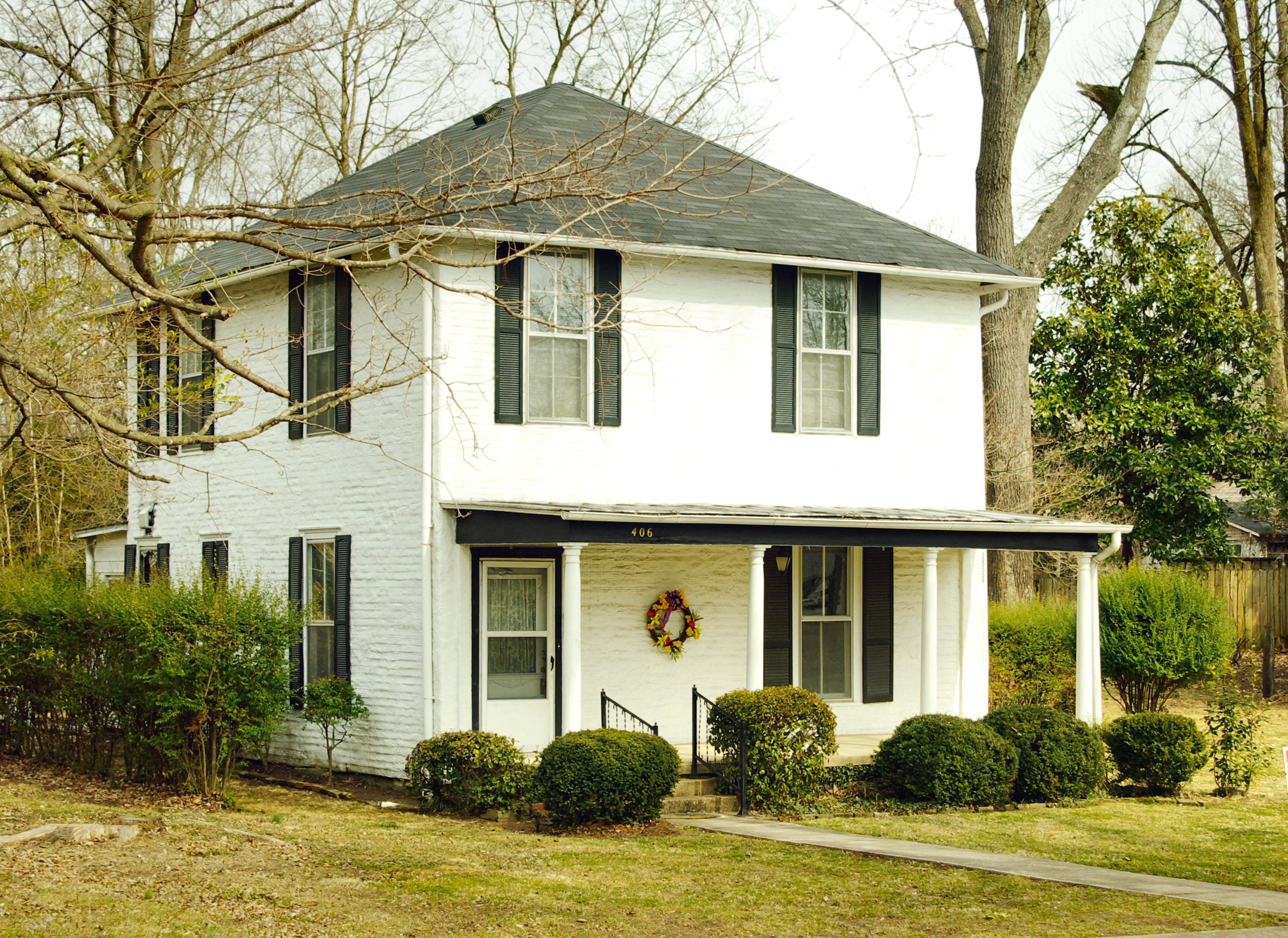
Haus im North Atlantic Street Historic District, der einer von elf Einträgen des Countys im NRHP bildet.

Elf Bauwerke und Stätten des Countys sind im National Register of Historic Places (NRHP) eingetragen (Stand 11. August 2018).

## Demografische Daten

Alterspyramide Coffee County

Nach der Volkszählung im Jahr 2000 lebten im Coffee County 48.014 Menschen in 18.885 Haushalten und 13.597 Familien. Die Bevölkerungsdichte betrug 43 Einwohner pro Quadratkilometer. Ethnisch betrachtet setzte sich die Bevölkerung zusammen aus 93,43 Prozent Weißen, 3,59 Prozent Afroamerikanern, 0,30 Prozent amerikanischen Ureinwohnern, 0,74 Prozent Asiaten, 0,03 Prozent Bewohnern aus dem pazifischen Inselraum und 0,91 Prozent aus anderen ethnischen Gruppen; 1,00 Prozent stammten von zwei oder mehr Ethnien ab. 2,19 Prozent der Bevölkerung waren spanischer oder lateinamerikanischer Abstammung.
Von den 18.885 Haushalten hatten 32,4 Prozent Kinder und Jugendliche unter 18 Jahre, die bei ihnen lebten. 56,9 Prozent waren verheiratete, zusammenlebende Paare, 11,1 Prozent waren allein erziehende Mütter und 28,0 Prozent waren keine Familien. 24,3 Prozent waren Singlehaushalte und in 10,3 Prozent lebten Personen im Alter von 65 Jahren oder darüber. Die Durchschnittshaushaltsgröße betrug 2,50 und die durchschnittliche Haushaltsgröße betrug 2,96 Personen.
25,1 Prozent der Bevölkerung waren unter 18 Jahre alt, 8,3 Prozent zwischen 18 und 24, 28,4 Prozent zwischen 25 und 44, 23,6 Prozent zwischen 45 und 64 und 14,6 Prozent waren älter als 65. Das Durchschnittsalter betrug 38 Jahre. Auf 100 weibliche Personen kamen statistisch 95,1 männliche Personen und auf 100 Frauen im Alter von 18 Jahren und darüber kamen 92,3 Männer.
Das jährliche Durchschnittseinkommen eines Haushalts betrug 34.898 USD, das Durchschnittseinkommen der Familien betrug 40.228 USD. Männer hatten ein Durchschnittseinkommen von 32.732 USD, Frauen 21.014 USD. Das Prokopfeinkommen betrug 18.137 USD. 10,9 Prozent der Familien und 14,3 Prozent der Einwohner lebten unterhalb der Armutsgrenze.